# شهرداری سان خاویر

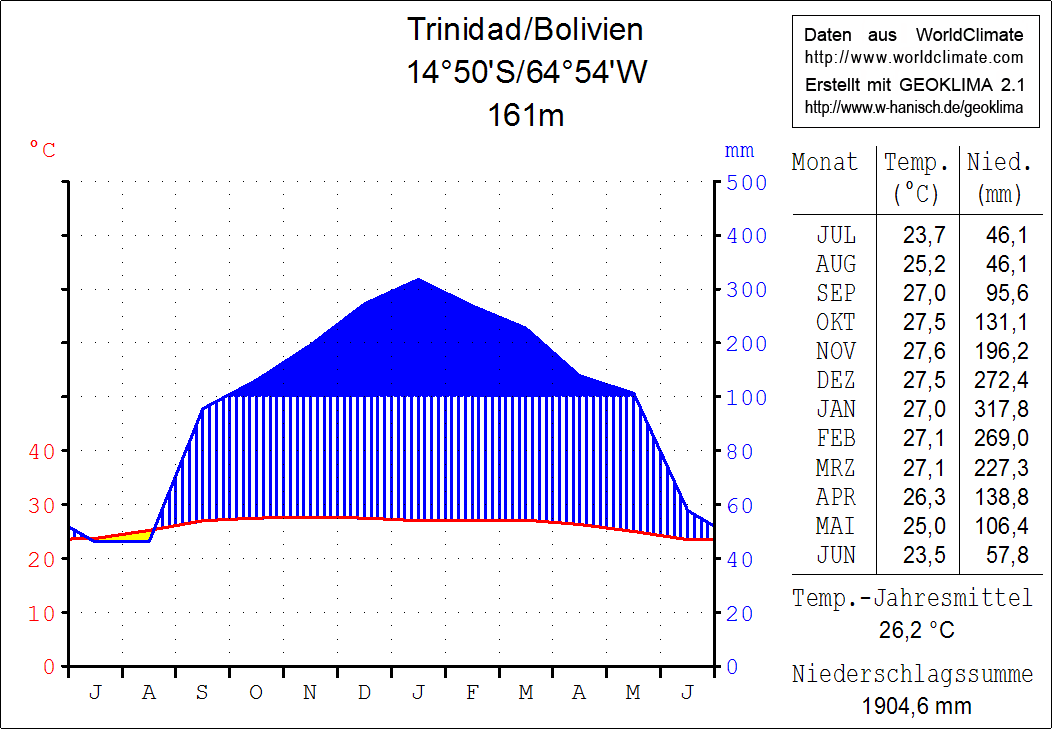
شهرداری سان خاویر

شهرداری سن خاویر (به اسپانیایی: San Javier Municipality) یک شهرداری در بولیوی است که در استان بنی واقع شده‌است.